# Tapeinochilos ananassae
Tapeinochilos ananassae là một loài thực vật có hoa trong họ Costaceae. Loài này được (Hassk.) K.Schum. miêu tả khoa học đầu tiên năm 1899.

## Hình ảnh

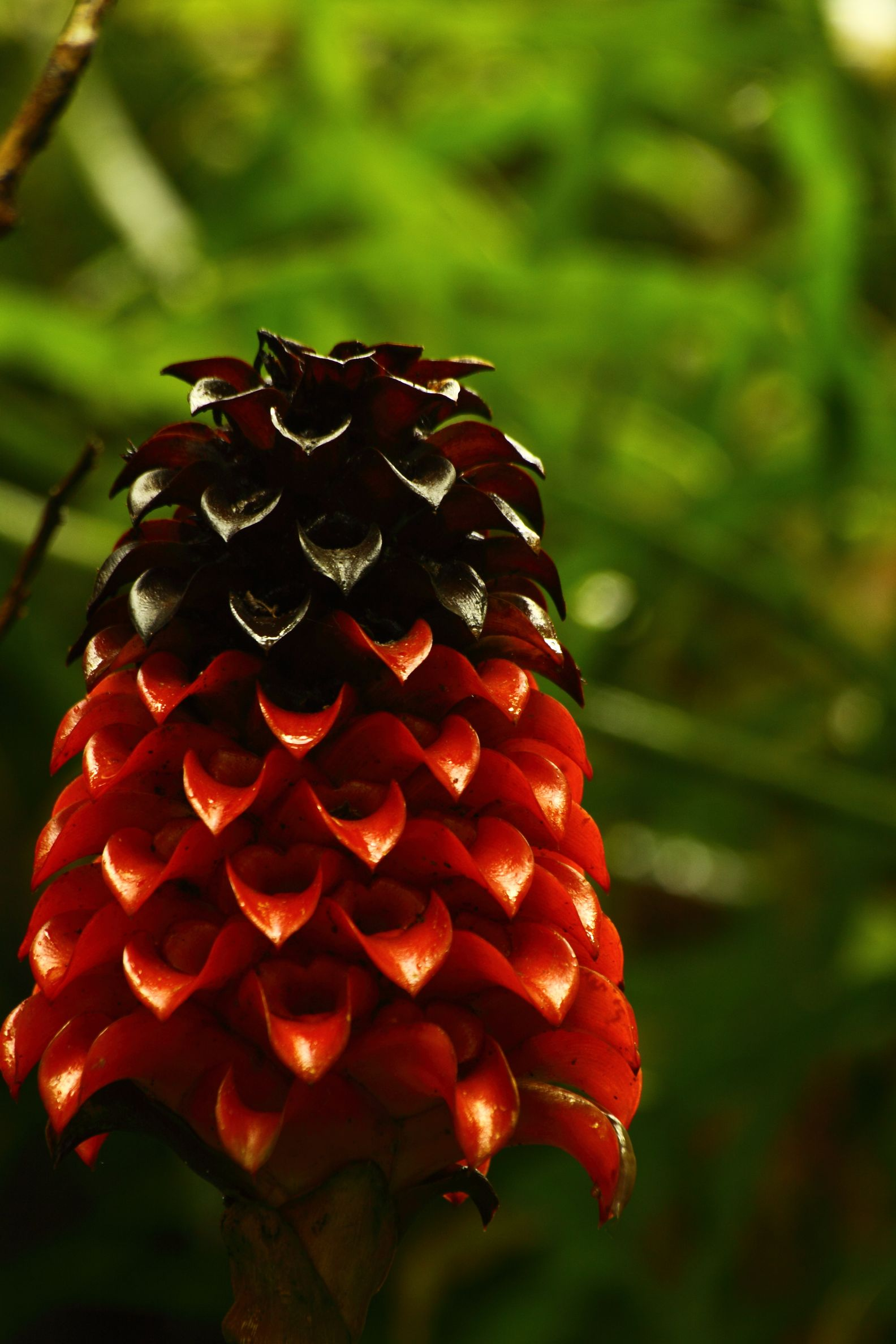
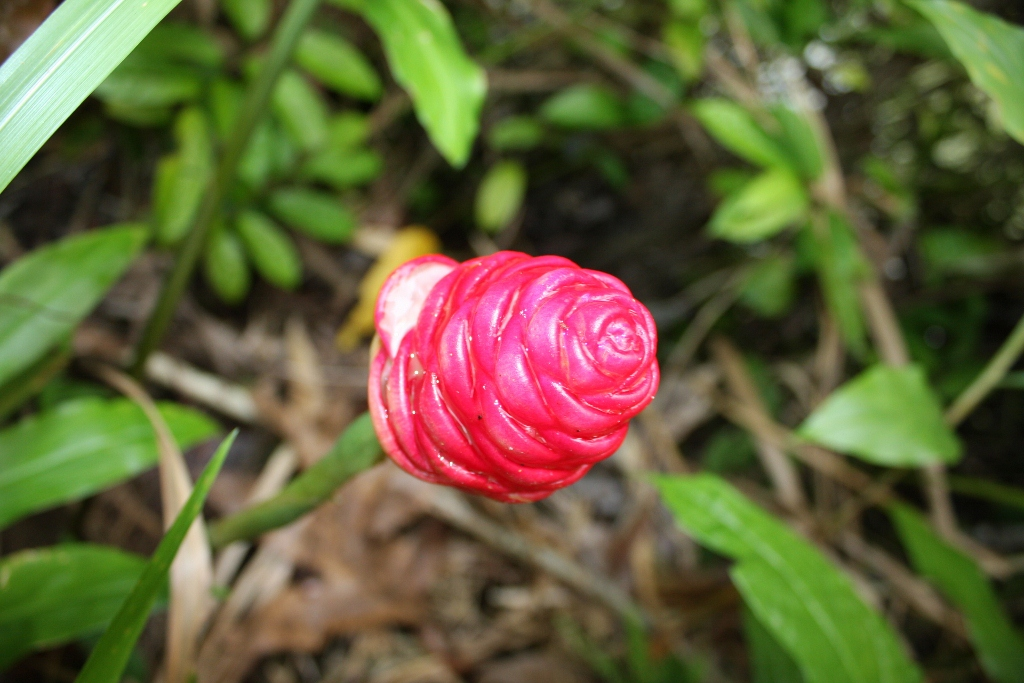
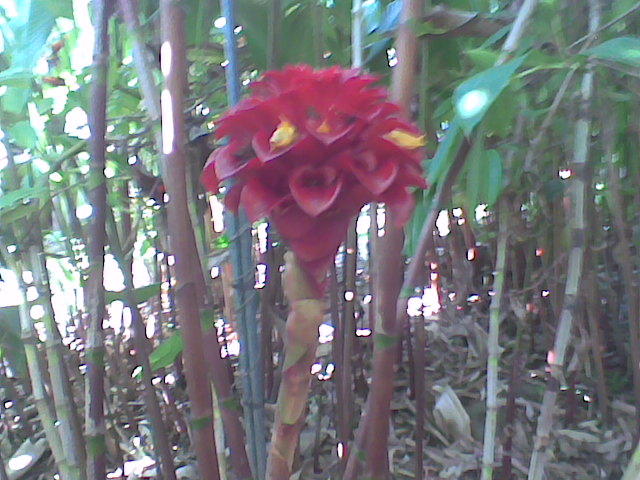
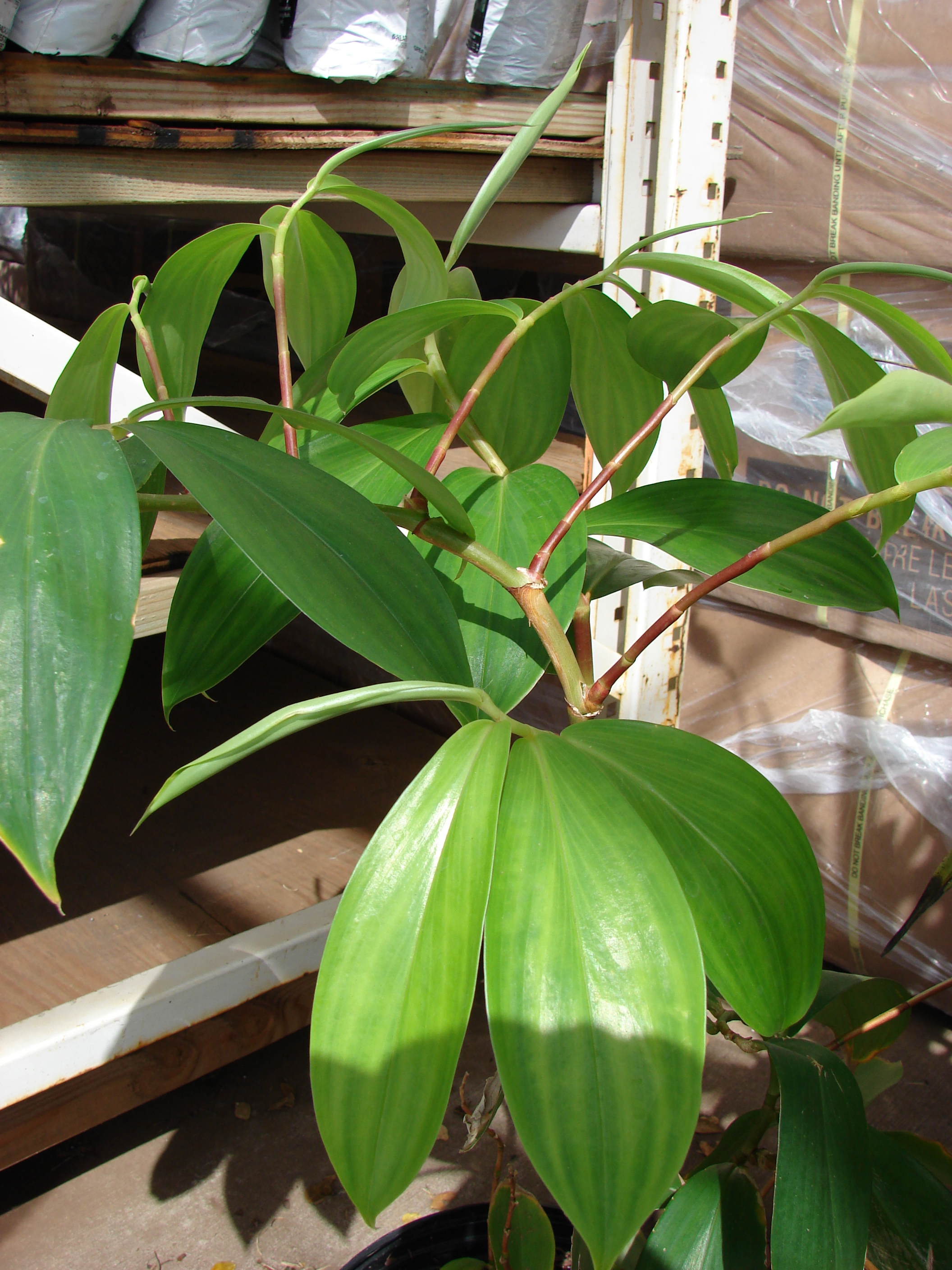